# Leucodon curvirostris
Leucodon curvirostris är en bladmossart som beskrevs av Georg Ernst Ludwig Hampe 1844. Leucodon curvirostris ingår i släktet Leucodon och familjen Leucodontaceae. Inga underarter finns listade i Catalogue of Life.